# Greffin Affagart
Greffin Affagart (né vers 1490 ou 1495, décédé vers 1557), était un chroniqueur et chevalier français, seigneur de Courteilles du Bois (ou de Nocé) en Maine, auteur d'un récit de pèlerin en Terre sainte finalement publié en 1902.

## Biographie
Greffin Affagart a fait le voyage de Terre sainte deux fois et a relaté ses impressions dans un manuscrit appelé Relation de la Terre Sainte (1533/1534), finalement publié à Paris, en 1902 avec une introduction et des notes par J. Chavanon, archiviste paléographe, correspondant du ministère de l'Instruction publique.
Ce livre explique que le manuscrit de ce récit était bien connu et très apprécié. On en a trouvé plusieurs exemplaires ainsi que des mentions de manuscrits depuis disparus dans les inventaires des bibliothèques des châteaux de la région de sa naissance (Anjou-Maine-Normandie). Un exemplaire peut être consulté à la Bibliothèque nationale de France à Paris (fonds français 5642), consultable sur le site Gallica.
Parti de Chartres, Greffin Affagart traverse la France et l’Italie du nord pour rejoindre Venise, en quête d’un passage maritime vers la Terre sainte. Quatorze ans plus tard, en 1533, il part de Marseille pour un cabotage similaire qui le conduira le long des côtes italiennes puis grecques, passant près de la Crète, à Rhodes et à Chypre, puis Alexandrie avant d’atteindre Jaffa.
Le but principal d’Affagart est d’écrire un guide du pèlerin en Terre sainte. Il veut empêcher les chrétiens de renoncer trop facilement à entreprendre le voyage de Terre sainte, et leur démontrer que, malgré les grandes difficultés, ce pèlerinage est réalisable. Il est condensé en un petit traité simple et précis les informations sur la diversité des pays, des langues, des monnaies, les périls par mer et par terre, la manière de vivre des « sectes » des chrétiens, la distance des lieux etc.

## Extraits
« Après avoir disposé de nos consciences et de nos biens avec la bénédiction de Dieu, le premier jour de mars, nous sommes partis de la ville de Chartres en compagnie d’un noble et vertueux personnage, le seigneur de la Rivière, pour aller droit à Paris, auquel lieu nous nous sommes vêtus en façon d’ermites pour plus simplement et religieusement faire notre voyage. Car celui qui veut le faire doit être en habit simple et dissimulé, fût-il de grand état, et principalement pour aller au mont Sinaï, car ceux qui se démontrent être plus riches sont en plus grand péril et sont plus molestés, et des chrétiens sur la mer et des Turcs en leurs pays... »
« Tous les pèlerins assemblés à Venise, aux environs de la Pentecôte, ainsi qu’il est de coutume, on adressa une supplication à la Seigneurie de nous délivrer un navire pour faire notre voyage, laquelle chose nous fut accordée, en dépit des doutes et des craintes causés par la capture de quatre de leurs galères par les Mores de Barbarie et parce que, manquant de blé au pays, la Seigneurie avait ordonné à tous les navires qu’ils allassent charger du blé en Barbarie. Néanmoins, on nous donna le choix, et finalement les pèlerins s’accordèrent à prendre la Dauphine. Le patron s’appelait Janot, homme assez inhumain... »
« En ce temps il y avait peu de pèlerins et, pour cette raison, nous ne pouvions nous accorder avec le patron, d’autant plus qu’il y avait peu de gens d’autorité. Monseigneur l’évêque de Cambrai y était, mais il s’en retourna de Venise. Il y voulait aller grande multitude de personnage d’état, comme évêques, abbés, ducs, comtes, barons et autres personnages d’étoffe, lesquels défraient le navire, et par ainsi les petits passaient à meilleur marché et plus facilement, mais depuis que ce méchant paillard de Luther a régné avec ses complices et aussi Érasme, lequel, en ses Colloques et Enchiridion a blâmé les voyages, plusieurs chrétiens s’en sont retirés et refroidis, et principalement les Flamands et Allemands qui voulaient être les plus dévots à voyager que tous les autres. »
« Mais à présent, il n’y a plus que des pauvres gens et peu en nombre, et moins il y en a, plus il en coûte à chacun. Et il faut bien payer le capitaine et défrayer le navire comme s’il était plein, ou autrement le marchand n’y sauverait pas son salaire. À cause de cela, depuis plusieurs années déjà, le voyage a été interrompu et il n’y a point eu de navire déterminé pour porter les pèlerins ensemble, mais chacun cherchait son bon parti là où il pouvait, les uns en un navire, les autres en un autre ; les uns jusqu’en Candie (Crète), les autres pour aller en Chypre, et les autres en Syrie, à Beyrouth ou à Tripoli ; et si les princes et autres seigneurs chrétiens ne retournent à leur dévotion première, le voyage est en péril d’être perdu. »